# CashMoneyAP
Alex Christian Jean Petit né le 19 mai 1995, professionnellement connu sous le nom de CashMoneyAP, est un beatmaker, auteur-compositeur et producteur de musique Français. Il est surtout connu pour avoir publié des « type beats » sur la plateforme vidéo YouTube et sur la plateforme de vente de beats Beatstars.

## Biographie

### Jeunesse
Alex Christian Jean Petit, Sr. est né en Guadeloupe, une île des Caraïbes françaises, le 19 mai 1995,. Il commence à créer des « type beats », productions inspirées du style de certains artistes populaires. Il les publie sur YouTube où finit par se faire connaitre. Son pseudonyme, « CashMoneyAP », provient du nom du label Cash Money Records et de ses initiales (Alex Petit).

### Carrière musicale
Entre 2013 et 2014, il a commencé à attirer l'attention à Chicago lorsqu'il a commencé à produire des rythmes pour des rappeurs de premier plan tels que Fredo Santana, Lil Jay et Famous Dex,. Il se fait connaitre du grand public après avoir produit le titre Nowadays de Lil Skies, qui a culminé au numéro 55 du Billboard Hot 100.

### Autres activités dans la musique
Il fonde le label et collectif de production Cash Gang début 2020. Sa liste comprend les producteurs de disques Daniel Moras, Layz, Luci G, Palaze, Relly Made, Santo, Tig, Weird Mahdi, SZR, YoungKio et YoungNef. C'est une filiale du label avec lequel Petit est signé, Victor Victor Worldwide. Petit est également signé en tant que producteur chez Universal Music Publishing Group et en tant qu'artiste d'enregistrement chez Atlantic Records.

## Discographie

### Production
- 2014 : Miley  (de Ateyaba feat. Dosseh)
- 2014 : Rien à perdre (CDC4) (de La Fouine feat. Canardo)
- 2015 : Charbon (de Booba)
- 2016 : Ekip (de Freeze Corleone)
- 2016 : À la cool (de Djadja & Dinaz)
- 2017 : 3dabi (de Lacrim)
- 2017 : Nowadays (de Lil Skies feat. Landon Cube)
- 2017 : Lust (de Lil Skies)
- 2017 : Pull in up (de Hayce Lemsi)
- 2017 : #Totopirate (de Hayce Lemsi)
- 2017 : Vaisseau mère (de Landy)
- 2017 : BabyWipe (de Ski Mask the Slump God)
- 2018 : Pineapple (de Ty Dolla Sign feat. Gucci Mane and Quavo)
- 2019 : Self Control (de YoungBoy Never Broke Again)
- 2019 : Pop Star (de  DaBaby feat. Kevin Gates)
- 2019 : Forever (de NLE Choppa)
- 2019 : Famous Hoes (de NLE Choppa)
- 2019 : Dirty Iyanna (de YoungBoy Never Broke Again)
- 2019 : Outy When I Drive / Blamed (de Chris Brown feat. Rich The Kid et Sage The Gemini)
- 2020 : Walk Em Down (de NLE Choppa feat. Roddy Ricch)
- 2020 : Vacation (de Tyga)
- 2020 : For the Night (de Pop Smoke feat. Lil Baby and DaBaby)
- 2020 : Gangstas (de Pop Smoke)
- 2020 : Christopher Walking (de Pop Smoke)
- 2020 : Hello (de Pop Smoke feat. A Boogie wit da Hoodie)
- 2020 : Riot (de Lil Skies)
- 2020 : None of Your Love (de Lil Tjay)
- 2021 : Mr. Jones (de Pop Smoke feat. Future)
- 2021 : Jumpin (de NLE Choppa featuring Polo G)
- 2022 : Shotta Flow 6 (de NLE Choppa)
- 2022 : Slut Me Out (de NLE Choppa)
- 2022 : Her (de Megan Thee Stallion)